# Riverside Park (Manhattan)
Riverside Park est un parc situé au nord-ouest de l'arrondissement de Manhattan, à New York. C’est une étroite bande de verdure (100 à 200 m de largeur pour environ 6 km de longueur) coincée entre le fleuve Hudson et la Riverside Drive, le boulevard qui relie le quartier du Upper West Side à Morningside Heights, Harlem et Washington Heights. À sa création, le parc n’allait pas jusqu’à la rive, occupée par la voie de chemin de fer des compagnies New York Central RR et Hudson Line. Celle-ci fut ensuite recouverte par une esplanade.

## Description
La construction du parc commença au début des années 1870, sur les plans de Frederick Law Olmsted, également concepteur de Central Park. La première étape des travaux fut terminée en 1910, mais il y eut d’autres aménagements ultérieurs. Pourtant, le parc fut pendant un temps laissé à l’abandon, et le jeune Robert Moses le décrivait comme une « masse sale et boueuse », polluée par l’épaisse fumée des trains apportant le bétail vers les abattoirs de Manhattan. Sous son administration, entre 1937 et 1941, on y a effectué des travaux d’embellissement, puis le parc a été rénové dans les années 1980.
Riverside Park est divisé en 2 parties : la première s’étend de la 72e rue à la 125e, au bord de l’Hudson, et la deuxième de la 145e à la 158e rue, à côté de Riverbank State Park. Les allées bordant la rive sont reliées à celles de l’Hudson River Park au sud et à celles du Fort Washington Park au nord.

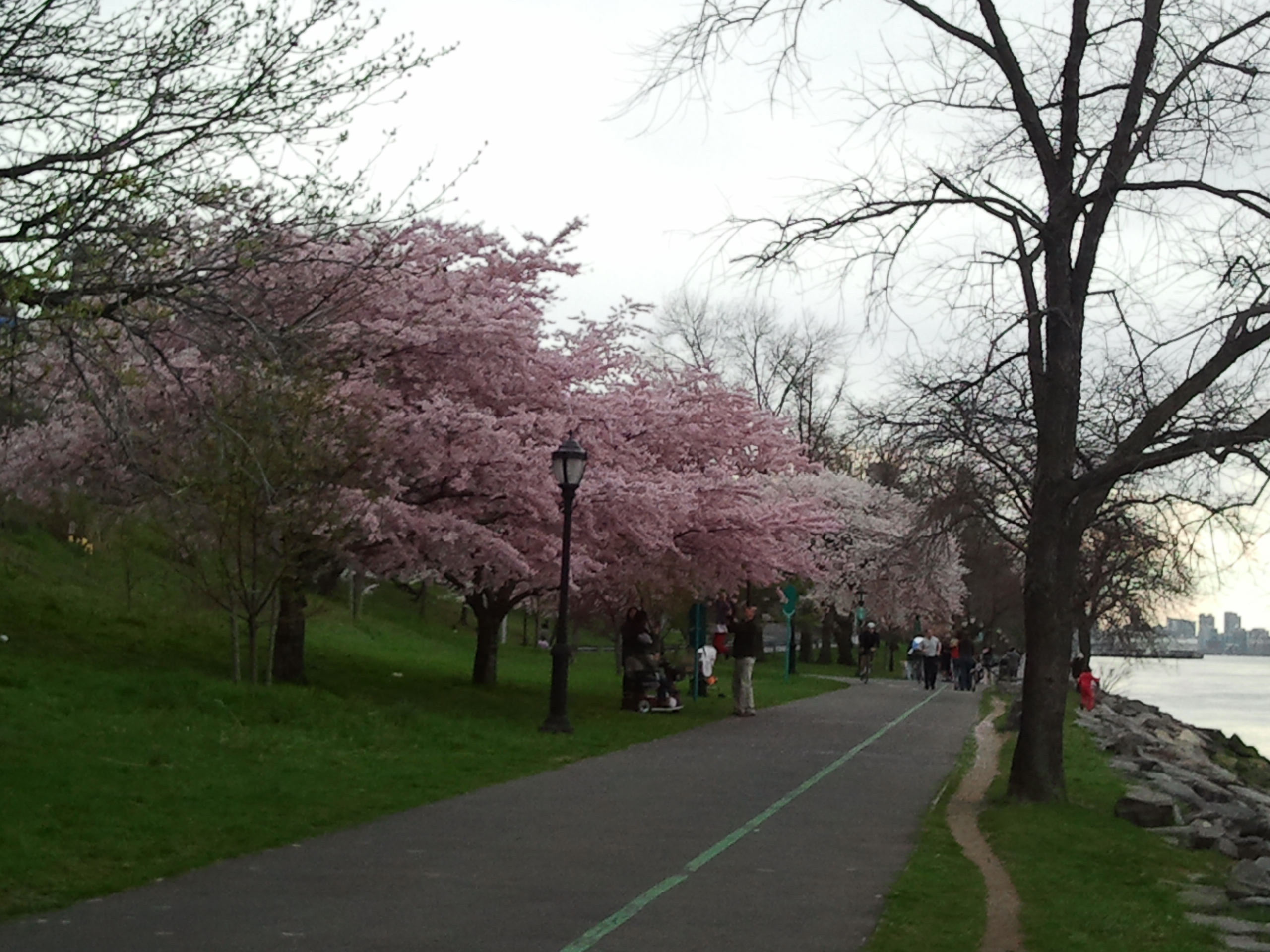
Allée dans Riverside Park

Riverside Park possède quelques statues et monuments : 
- l’Eleanor Roosevelt Monument (réalisation du sculpteur Penelop Jencks) ;
- le monument des Soldats et Marins (Soldiers and Sailors Monument) ;
- une statue de Jeanne d'Arc (réalisation de la sculptrice Anna Hyatt Huntington) ;
- une reproduction du mausolée d'Halicarnasse (une des Sept Merveilles du monde), qui sert de tombeau à l’ancien président Ulysses Grant ;
- une statue équestre du général nordiste Franz Sigel, combattant de la révolution républicaine allemande de 1848 qui s'exila aux États-Unis pour y entrer dans l'armée fédérale lors de la guerre de Sécession.

On y trouve également des terrains de sport, tennis, basket-ball, volley-ball, football et une piste pour les skateboards. Il y a aussi un petit port de plaisance et une base de kayaks. 
Le rendez-vous de la dernière séquence du film de Nora Ephron : Vous avez un message (1998) avec Tom Hanks et Meg Ryan fut tourné devant le 91 st Street Garden.
Le Sakura Park voisin (à l'origine appelé Claremont Park) fut développé pour agrandir le Riverside Park.